# Angeli
Angeli (Noord-Samisch: Aŋŋel) is een plaats in de gemeente Inari in de Finse regio Lapland. Door de plaats stroomt de rivier de Inari Rivier. De meeste mensen in de plaats spreken Noord-Samisch als moedertaal.

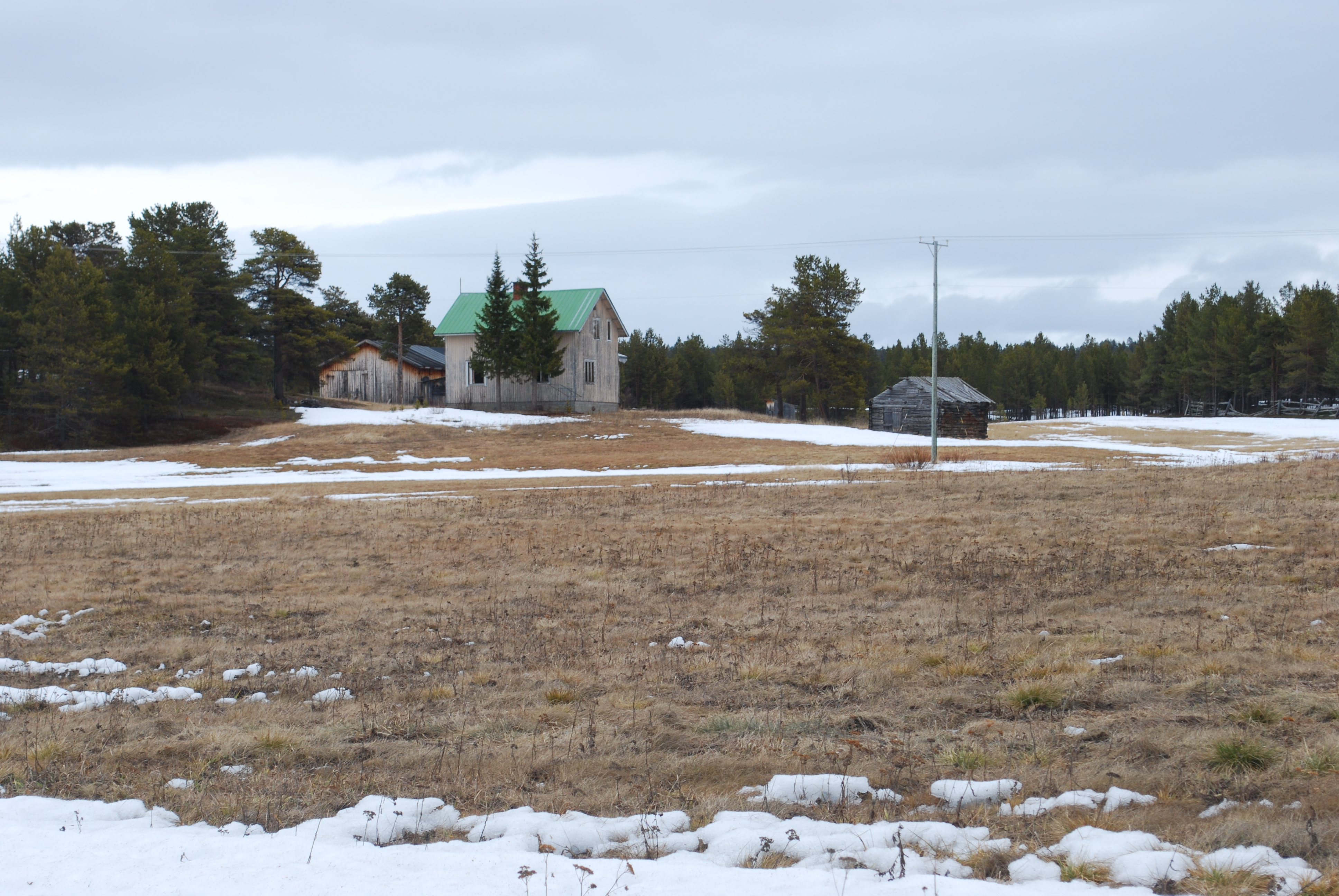
Huis in Angeli